# Hatysa
Hatysa (ι Ori / ι Orionis / 44 Orionis) es una estrella de la constelación de Orión, la octava más brillante de la misma y la más brillante de las que conforman la espada de Orión, con magnitud aparente +2,75. La estrella también es conocida por el nombre árabe Na’ir al Saif, que significa precisamente «la empuñadura de la espada».
Situada a una incierta distancia de 1300 años luz —pero que puede llegar a ser de hasta 2000 años luz—, Hatysa es una gigante azul de tipo espectral O9III muy caliente. Con una temperatura efectiva de 31.500 K, es más de 25.000 K más caliente que el Sol. 
Hatysa es, además, una binaria espectroscópica. Junto a la gigante azul, con un período orbital de sólo 29 días, se mueve una estrella blanco-azulada de tipo B1 en una órbita muy excéntrica que hace que la separación entre las dos estrellas oscile entre 0,11 y 0,8 UA. La gran excentricidad del sistema puede explicarse sobre la base de dos estrellas fugitivas de tipo espectral casi idéntico, AE Aurigae y μ Columbae. El cálculo de las trayectorias de las estrellas sugiere que hace 2,5 millones de años, un encuentro próximo entre dos sistemas binarios resultó en la expulsión a gran velocidad de dos de las estrellas —AE Aurigae y μ Columbae— mientras que las otras dos consiguieron permanecer unidas en una órbita muy excéntrica —Hatysa—.
Otras dos estrellas mucho más alejadas, a 50 y 11 segundos de arco, completan el sistema estelar de Hatysa.